# Irulan
La princesse Irulan (« Princess Irulan » en VO) est un personnage de fiction issu du cycle de Dune de l'écrivain Frank Herbert.

## Biographie du personnage

### DansDune
Dans Dune, la princesse Irulan est la fille aînée du 81e Empereur Padishah de l’Imperium, Shaddam IV de la Maison Corrino, et de l'adepte Bene Gesserit de rang caché Anirul. La princesse Irulan reçoit l'instruction et le conditionnement des sœurs du Bene Gesserit, devenant l'une d'entre elles.
Dans le roman, Frank Herbert la décrit comme une femme splendide, « grande, blonde, d'une beauté fragile » et aux yeux verts. Néanmoins, « en dépit de sa beauté, la Princesse était marquée d’une tare. Sous cette enveloppe de chair sexuellement attirante, vivait un être retors, plaintif, qui se souciait plus de mots que d’actions. Irulan, cependant, demeurait une Bene Gesserit, et les Sœurs avaient en réserve certaines techniques qui leur permettaient de s'assurer que les plus faibles vecteurs de l’Ordre seraient en mesure de remplir leurs fonctions. ».
Elle est connue pour avoir des talents d’écrivain (ou du moins des « prétentions littéraires », comme le dira avec perfidie dame Jessica), relatant l’histoire de cet univers dans plusieurs ouvrages.
Après la victoire de Paul Atréides (Muad-Dib) contre les forces conjointes de son père et du baron Vladimir Harkonnen, au cours de la « révolte d'Arrakis », Irulan se voit forcée d'épouser Paul, lui donnant ainsi accès au trône du Lion de l'Imperium. Le mariage ayant des raisons uniquement politiques, Paul la délaisse au profit de Chani, sa concubine fremen.

### DansLe Messie de DuneetLes Enfants de Dune
Dans Le Messie de Dune, lassée d'être une épouse de second rang et ambitionnant une progéniture royale, Irulan conspire (avec la Révérende Mère Gaius Helen Mohiam, le tleiaxu Scytale et le navigateur de la Guilde Edric) contre son époux l’empereur Paul Atréides et tente d'empêcher la concubine de Paul, Chani, d'avoir des enfants. Après l'exil de Paul dans le désert, car devenu aveugle lors d'un attentat raté de la conspiration, Irulan avoue ses crimes et renie son allégeance au Bene Gesserit.
Dans Les Enfants de Dune, elle décide de s’occuper, aux côtés de Stilgar, de l'éducation des enfants jumeaux de Paul, Leto et Ghanima, tout en siégeant au conseil impérial dirigé par la régente Alia Atréides, sœur de Paul. Mais, quand Alia, possédée par l'Abomination, devient une menace pour les enfants, Irulan fuit avec eux dans le désert profond, suivant Stilgar et sa tribu du Sietch Tabr dans la rébellion face à Alia.
Lors d'un instant de colère, Ghanima la surnomme « Irulan la Ruine » pour lui causer délibérément de la peine.

## Œuvres attribuées à Irulan
Des extraits des œuvres de fiction suivantes, écrites par Irulan, apparaissent sous forme d'épigraphes dans Dune, ainsi que (dans une moindre mesure) d'autres romans de la série (en version originale) :
- A Child's History of Muad'Dib
- Analysis: The Arakeen Crisis
- Arrakis Awakening
- Collected Legends of Arrakis
- Collected Sayings of Muad'Dib
- Conversations with Muad'Dib
- Count Fenring: A Profile
- Dictionary of Muad'Dib
- The Humanity of Muad'Dib
- In My Father's House
- Lecture to the Arrakeen War College
- The Lens of Time
- Lessons of the Great Revolt
- Manual of Muad'Dib
- Muad'Dib: Conversations
- Muad'Dib, Family Commentaries
- Muad'Dib, The Man
- Muad'Dib: The Ninety-Nine Wonders of the Universe
- Muad'Dib: The Religious Issues
- Paul of Dune
- Private Reflections on Muad'Dib
- Songs of Muad'Dib
- The Wisdom of Muad'Dib
- Words of Muad'Dib

## Autour du personnage
« Irulan » est l'anagramme du nom de sa mère, Anirul.

## Adaptation dans d'autres médias

### Cinéma
- Dans le film Dune (1984) de David Lynch, Irulan est interprétée par l'actrice Virginia Madsen[2].
- Dans le projet d'adaptation avorté Dune d’Alejandro Jodorowsky, le personnage d'Irulan devait être interprétée par Amanda Lear.
- Dans le film Dune 2 (2023) de Denis Villeneuve, Irulan est interprétée par l'actrice Florence Pugh[3]. Le personnage est absent du premier volet (2021) du même réalisateur.

### Télévision
- Dans la mini-série Dune (2000), Irulan est interprétée par l'actrice Julie Cox[4].